# CeCe Peniston
CeCe Peniston, nata Cecilia Veronica Peniston (Dayton, 6 settembre 1969), è una cantante statunitense.

## Biografia
Negli anni '90 ha registrato diversi brani di successo, tra cui la sua signature song Finally (1991), pubblicata quando aveva 21 anni. Altri suoi brani conosciuti sono We Got a Love Thang, Keep On Walkin' e I'm in the Mood.

## Vita privata
Nel 1992, dopo l'uscita di Finally, Ce Ce Peniston si è sposata con Malik Byrd, che insieme a lei ha scritto Inside That I Cried apparendo al suo fianco anche nel videoclip. Il matrimonio è naufragato quasi subito. Nel 2003 la cantante è passata a nuove nozze con l'agente immobiliare Frank Martin. La coppia ha divorziato nel 2011. Nel 2015 ha frequentato per un  breve periodo il personal trainer Marcus Matthews.

## Discografia

### Solista
Album studio
- 1992 - Finally
- 1994 - Thought 'Ya Knew
- 1996 - I'm Movin' On

Remix
- 1992 - Finally/We Got a Love Thang: Remix Collection
- 1994 - Remix Collection

Raccolte
- 1998 - The Best Of
- 1999 - Essential
- 2000 - Winning Combinations (con Vesta Williams)

### The Sisters of Glory
Album studio
- 1995 - Good News in Hard Times